# Заходы (Печорский район)
Заходы, также Яновы Заходы, Со́лна (эст. Solna) — деревня в Печорском районе Псковской области России. Входит в состав сельского поселения «Круппская волость».
Расположена на севере района в 3 км от побережья Псковского озера и в 3 км к северо-западу от волостного центра, деревни Крупп. К западу от деревни протекает река Пимжа (Пиуза) и её протока Пивезец. В 2,5 км к югу от деревни проходит граница РФ с Эстонией.

## Население
Численность населения деревни по состоянию на конец 2000 года составляла 35 жителей.
| 2001 | 2002 | 2010 |
| ---- | ---- | ---- |
| 35   | ↘24  | →24  |

## История
Ещё в 1782 году Аугуст Вильгельм Хуппель установил, что на восточном берегу Чудского озера (на Гдовщине) располагается 21 эстонский хутор. Самыми крупными являлись деревни Казаковец (199 эстонцев), Луг (Луукюла) (164 эстонца) и Яновы Заходы (Заходы, Солна, 79 эстонцев). Сами эстонцы называли данную территорию «Малой Эстонией».
Примерно до 1937 года в Заходах работала эстонская школа. В мае 1931 года здесь был организован первый колхоз, весной 1935 года был создан колхоз имени С. М. Кирова. Примерно до 1937 года в деревне года располагался эстонский «красный уголок», относящийся к Луговскому клубу, который к 1936 году возглавлял эстонец Рямсон.
В период Второй мировой войны, в 1943 году, в деревне побывала экспедиция Тартуского университета под руководством Ильмара Аренса (Ilmar Arens), изучавшая деревни эстонских переселенцев на Гдовщине и собиравшая народный фольклор. Аренс записал стихотворение, которое ему зачитала 73-летняя Анна Солна (Ane Solna).
Несмотря на русификацию, эстонцы Гдовщины сохраняли в то время элементы народной культуры, самосознание и родной язык в течение длительного времени.
- Деревня Заходы (Солна). Фотоматериалы экспедиции Тартуского университета, 1943 год
- Жилой дом Эммы Мяртсон (Emma Märtson), слева — амбар
- Строения хутора Юлии Рямсон (Julia Rämson, урожд. Мяртсон), построенные в 1920 году
- Эстонская семья Ряммер (Rämmer), в центре — мать, Луизе Ряммер
- Исполнительница народных песен Ане Солна за прялкой